# Réserves de pétrole au Venezuela
Les réserves de pétrole au Venezuela sont parmi les plus importantes du monde, mais le type de pétrole qu'on y trouve est plus cher à extraire que celui d'Arabie Saoudite.

## La Ceinture de l'Orénoque

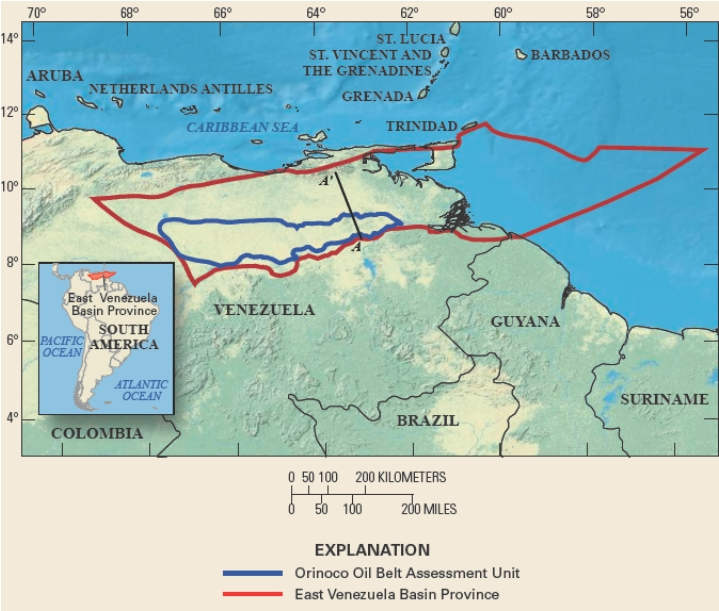
Bassin de pétrole lourd de l'Orénoque

On appelle Ceinture de l'Orénoque une zone géographique en forme de ceinture est-ouest, située dans le nord du bassin de l'Orénoque vénézuélien. Sa surface est de 55 314 kilomètres carrés. Elle s'étend sur le territoire des États d'Anzoátegui, de Monagas et de Guárico. Elle recèlerait pas moins de 1 360 milliards de barils de pétrole liquide lourd et extra lourd, dont au moins 17 % économiquement exploitables (235 milliards de barils).

### Géologie
Le pétrole s'est formé à partir de roches-mères datées du Crétacé et plus. Il s'agit de sédiments de marge passive. Les réservoirs se trouvent dans des pièges tectoniques liés à de la convergence (plis, failles inverses).

## Réserves réelles du Venezuela
À l'opposé du montant des réserves vénézuéliennes publiés par l'EIA (77,2 milliards de barils en janvier 2005), correspondant aux données publiés par l'OPEP (78 milliards), le Venezuela déclare des réserves colossales de 315 milliards de barils, dont 235 situés dans la ceinture de l'Orénoque, soit au total près de 44 milliards de tonnes, ou plus ou moins 20 % des réserves mondiales. 
Fin 2009, des estimations américaines faisaient état de 1 360 milliards de barils de pétrole contenus dans le sous-sol du pays, dont 514 milliards techniquement exploitables (un peu plus de 70 milliards de tonnes), soit plus du tiers des réserves de pétrole de la planète. 
Ces différences entre chiffres de l'EIA et l'estimation vénézuélienne tiennent notamment à la question d'inclure ou non le pétrole lourd vénézuélien dans les chiffres publiés. Selon les dernières estimations de l'OPEP (fin 2010), les réserves prouvées en pétrole du pays atteindraient 296,50 milliards de barils ce qui le place à la première place mondiale devant l'Arabie saoudite.

## Certification
Le gouvernement vénézuélien a lancé un programme de certification de ses réserves de pétrole de la ceinture de l'Orénoque : le programme Orinoco Magna Reserva (en français : « Grande réserve de l'Orénoque »). Il s'agit d'un processus de quantification et de certification exécuté actuellement depuis 2005 par diverses compagnies privées,. 
En date du 30 octobre 2008, 152 milliards de barils avaient été certifiés (Arabie Saoudite 252 milliards - Iran 138,4 milliards - États-Unis 29 milliards de barils prouvés) soit plus de 21 milliards de tonnes, près de la moitié des réserves estimées.
De 2006 à octobre 2008, 73,243 milliards de barils de nouvelles réserves prouvées de pétrole ont ainsi été incorporées, ce qui représente 31,1 % du total à incorporer (235,6 milliards de barils). Lorsque le processus de certification sera terminé, le Venezuela pourra se targuer de posséder les plus importantes réserves de brut de la planète.
Le 15 janvier 2011, le ministre de l'Énergie Rafael Ramírez annonçait que le Venezuela avait élevé ses réserves de brut de 40,64 % au cours de l'année 2010, à 297 milliards de barils, soit 19 milliards de moins que le but vénézuélien du total des certifications, but annoncé en mars 2010. En 2010 on a ainsi certifié quelque 86,4 milliards de barils de brut. En outre, toujours fin 2010, le pays avait accru ses réserves prouvées de gaz naturel de 5 %, à 195 billions de pieds cubes (TCF) , soit plus ou moins l'équivalent de 30 milliards de barils de pétrole brut. Le ministre ajoutait que le gouvernement souhaite que les réserves prouvées dépassent le niveau des 300 milliards de barils de pétrole brut dans les prochaines années.

## Convaincre l'OPEP
Le Venezuela veut convaincre ses pairs de l'OPEP d'augmenter sa part de production dans les quotas décidés en commun, ceci dès le sommet de juin 2006. Il y a expliqué qu'il est en train de faire certifier les 235 milliards de barils de la ceinture de l'Orénoque, et qu'il doit avoir droit à un quota plus élevé, dès que les travaux de certification seront terminés et qu'il apparaitra qu'il est le premier pays pétrolier du monde du point de vue de ses réserves.
En juillet 2010, le bulletin statistique annuel de l'OPEP mentionnait que les réserves prouvées du Venezuela atteignaient 211,173 milliards de barils, fin 2009.

## Prévisions de production de la Ceinture de l'Orénoque
Le 16 septembre 2011, le ministre vénézuélien de l'Énergie et du Pétrole, Rafael Ramírez, annonçait que le « Plan Tricolor » prévoit que la production de la seule Ceinture pétrolifère de l'Orénoque sera portée à quatre millions de barils de pétrole par jour dès l'année 2014 (soit 200 millions de tonnes par an) et devrait monter jusqu'à pas moins de six millions de barils par jour en 2019 (300 millions de tonnes par an). Le Venezuela deviendrait ainsi le troisième producteur mondial de pétrole à l'horizon 2020, après l'Arabie Saoudite et la Russie.

## Les réserves de gaz naturel
En date du 8 avril 2010, le président Hugo Chávez a déclaré que les réserves probables totales de gaz naturel du pays atteignaient dorénavant 443 000 milliards de pieds cubes (soit plus ou moins 9 milliards de Tep), ce qui situe le pays à la quatrième place dans le monde (après la Russie, l'Iran et le Qatar, et avant l'Arabie Saoudite).